# Nysa
Nysa (Ныса, Ниса) — марка польских микроавтобусов на базе легкового автомобиля «Варшава». Выпуск начался в 1957 году на бывшей фабрике мебели в городе Ныса, юго-западе Польской Народной Республики. Первые автомобили серии «N57» выпускались в виде развозного фургона и 8-местного микроавтобуса. Разработкой модели занимался варшавский автомобильный завод ФСО (FSO), на лонжеронной раме устанавливались агрегаты автомобиля Варшава М20 (Warszawa) — лицензионной копии ГАЗ-М-20 «Победа».

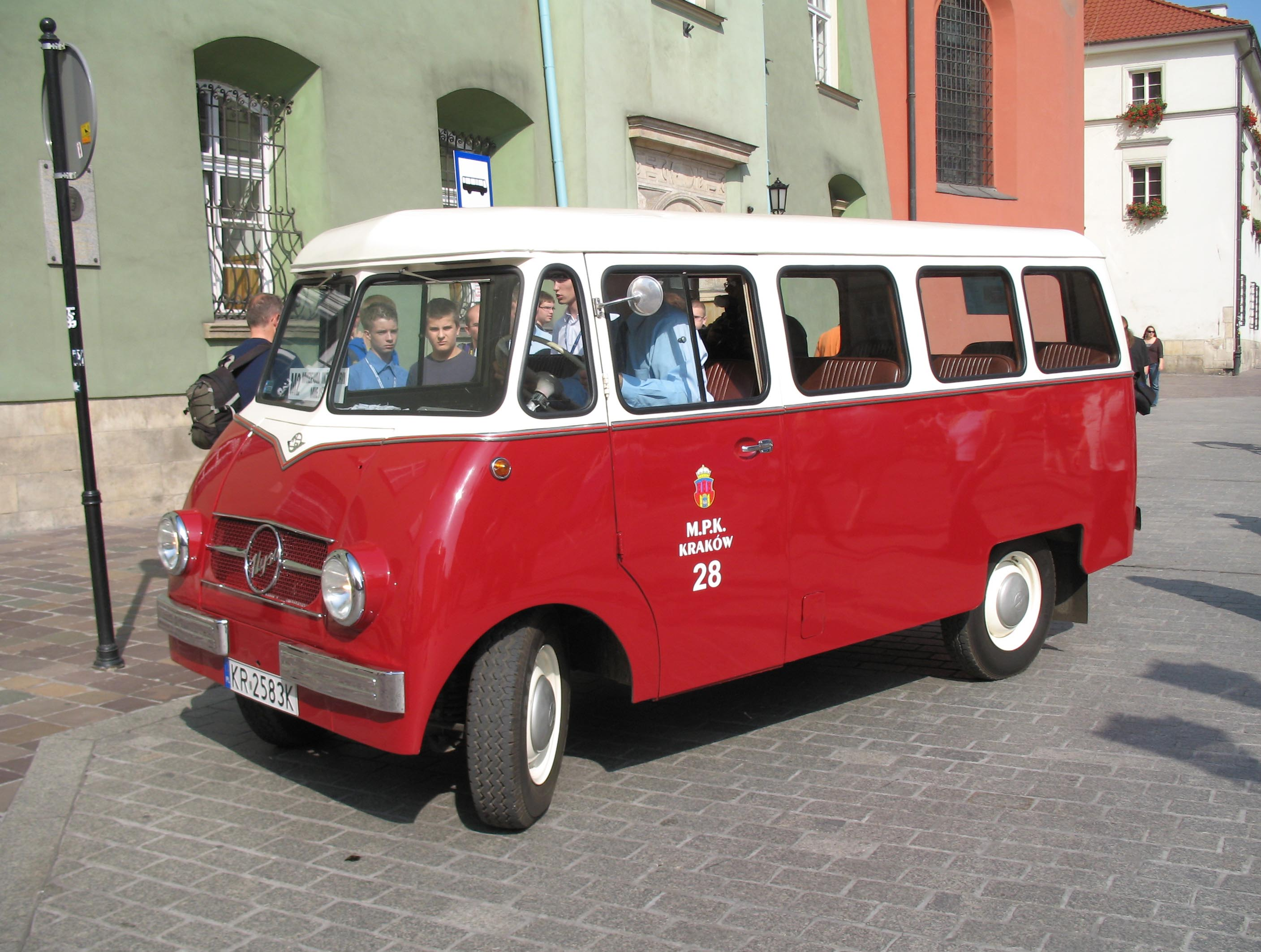
N59M

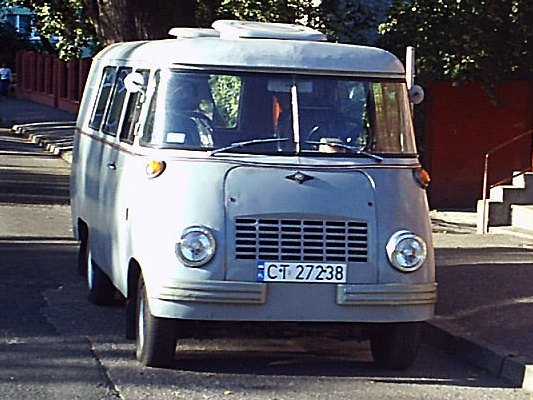
Nysa N61

## 1950-е — 1970-е годы
В 1958 году налажен выпуск серии N58, а предприятие было переименовано в «Завод развозных автомобилей» (Fabryka Samochodów Dostawczych), сокращенно FSD. В 1960 году был налажен выпуск грузопассажирского варианта N60T, а через три года на серии N63 стали использовать польский 70-сильный верхнеклапанный двигатель S21.
Nysa 501, появившаяся в 1964 году, получила обновлённый и увеличенный кузов с более привлекательной передней облицовкой.
С 1968 года начался выпуск серии «521» с кузовом полукапотной компоновки, увеличенной площадью лобового стекла и правой сдвижной дверью грузового отсека.

Nysa 522 бортовой

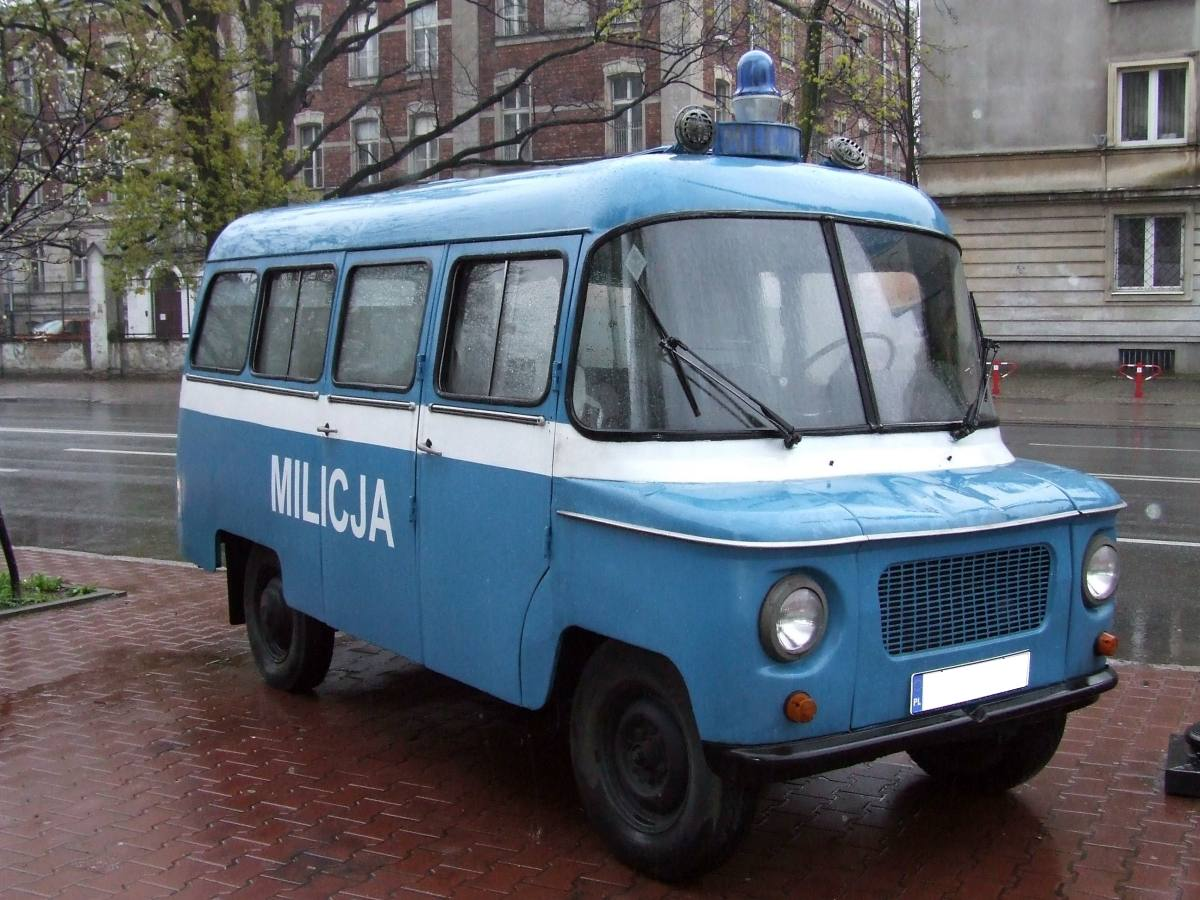
Nysa 522 милиция

Наибольший расцвет автомобильного завода в Нысе пришёлся на середину 1970-х годов. Неприхотливые и надёжные машины экспортировались во многие страны мира. Среди получателей были Венгрия, СССР, ГДР, Чехословакия, Куба, Камбоджа, Вьетнам, Финляндия, Турция, Гана и другие. Например, в 1967—1977 годах в СССР было поставлено более 50 тысяч машин. По просьбе немецкого заказчика была разработана модификация с поднятой на 100 мм крышей, которая получила обозначение Nysa 522. Модель выпускалась вплоть до 1994 года в различных модификациях.

## 1980-е годы и окончание производства
1980-е годы были временем резкого сокращения производства. В 1984 году производство упало до 12 049 автомобилей в год, что совсем ненамного превосходило показатель 1969 года (11 562). Несмотря на снижение интереса к машине среди потребителей, заказы на машину ещё были. В 1987 году завод произвёл 12 448 единиц, в 1988 году — 11 971 штук, в 1989 году — 11 007 штук, в 1990 году — 10 366 штук, в 1991 году — 3658 штук, в 1992 году — 2720 штук, в 1993—1800 единиц. 3 февраля 1994 года с конвейера сошла последняя «Ныса» — номер 380575. В 1996 году предприятие было куплено компанией Daewoo.

Логотип автомобиля «Nysa»